# Diré adiós a los señores
Diré adiós a los señores: Vida cotidiana en la época de Maximiliano y Carlota es un ensayo histórico de la autoría de Orlando Ortiz, escritor mexicano, publicado, dentro de la colección Sello Bermejo, por el Consejo Nacional para la Cultura y las Artes de ese país en 1999.

## Temas abordados
- llegada de Maximiliano y Carlota a México;
- vida cotidiana en México durante finales del siglo XIX;
- costumbres de la corte de Maximiliano
- medios de transporte durante finales del siglo XIX;
- los "bandidos" de los caminos
- los Plateados
- salteadores y plagiarios
- corrupción en la corte de Maximiliano
- juegos de salón y de apuestas: la feria de San Agustín de las Cuevas (hoy Tlalpan), el carcamán, la lotería de cartones y el tres cartas
- las damas de honor
- ceremonias oficiales: bailes, audiencias, ceremoniales, trajes, funciones de gala, festividades de Semana Santa
- Chapultepec
- Paseo de la Reforma
- poder político de Carlota
- un día en la vida de Maximiliano
- el salón fumador
- los piscolabis
- memorias del médico particular de Maximiliano
- condiciones de vida de los diferentes estratos socioeconómicos en la Ciudad de México del siglo XIX
- vagancia, prostitución, delincuencia y policía en la Ciudad de México
- la sífilis y otras enfermedades venéreas
- el Registro de mujeres públicas